# Dubblering
Dubblering, engelska double tracking, innebär att man efter att till exempel ha sjungit in en melodistämma, sjunger in exakt samma stämma en eller flera gånger till, över den första. Detta medför att sångstämman upplevs djupare. Detta kom Beatles och senare även Abba att anamma.